# Matisia palenquiana
Matisia palenquiana är en malvaväxtart som först beskrevs av Robyns, och fick sitt nu gällande namn av W.S. Alverson. Matisia palenquiana ingår i släktet Matisia och familjen malvaväxter. Inga underarter finns listade i Catalogue of Life.